# Vertrag von London (1518)
Der Vertrag von London aus dem Jahre 1518 war ein Nichtangriffspakt zwischen den europäischen Großmächten. Die Vertragspartner waren Frankreich, England, das Heilige Römische Reich, der Kirchenstaat, Spanien, das Herzogtum Burgund und die Niederlande, welche sich durch den Vertrag nicht nur zu Frieden untereinander verpflichteten, sondern sich im Kriegsfalle auch gegenseitig unterstützen sollten.
Der Vertrag wurde von Kardinal Wolsey verfasst und wurde von den in London anwesenden Botschaftern unterzeichnet. Wolsey hatte dabei eine besondere Rolle inne, da er sowohl Lordkanzler des britischen Königs, als auch päpstlicher Legat war. Der Vertrag stellt eine Reaktion auf den Aufstieg des Osmanischen Reichs dar, welches sich zunehmend in den Balkan ausbreitete und so den Zusammenhalt innerhalb des christlichen Europas stärkte.

## Hintergrund

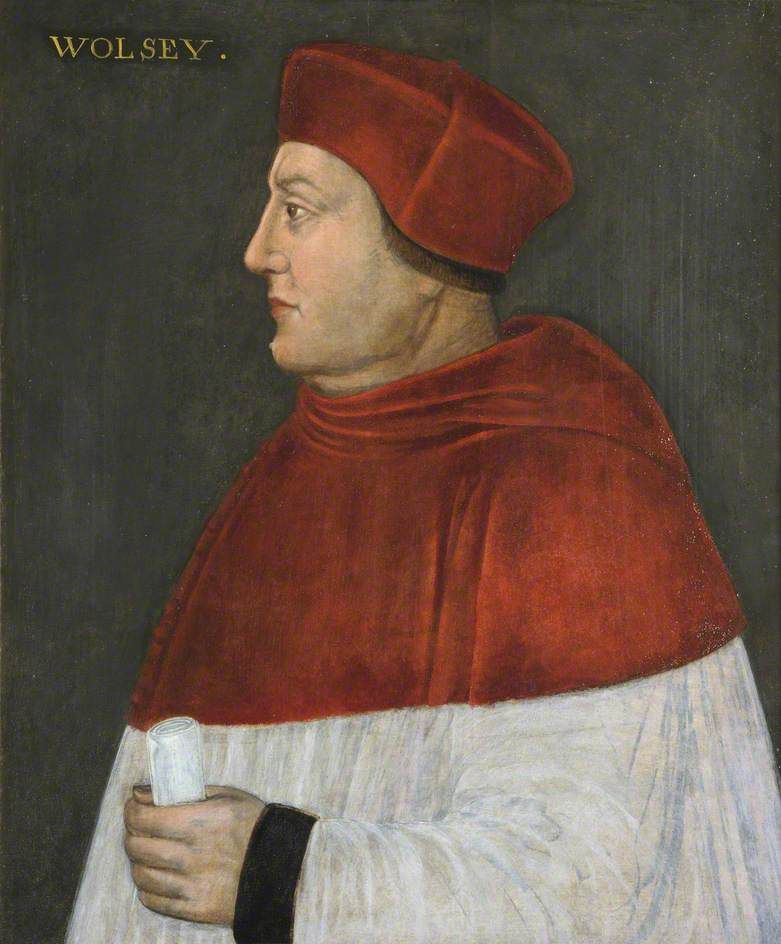
Kardinal Wolsey

Die Hoffnung auf einen langfristigen Frieden wurde über Jahrhunderte hauptsächlich durch die christlichen Amtsträger vorangetrieben. Während des Mittelalters versuchte die Kirche Frieden zwischen den christlichen Völkern zu propagieren und Krieg nur gegen andersgläubige Herrscher zu unterstützen. Die Kreuzzüge stellten den Höhepunkt dieser Entwicklung dar. In der Renaissance nahm die Identifizierung mit der christlichen Kirche allerdings zunehmend ab. Nach der Eroberung von Konstantinopel im Jahre 1453 ging die Entwicklung noch weiter, denn europäische Christen identifizierten sich immer mehr mit ihrer Herkunft als mit ihrer Religion.
Im Laufe des 15. Jahrhunderts begann in Italien, welches in kleine Stadtstaaten aufgeteilt wurde, eine 50 Jahre währende Phase des Friedens. Einzig ein Krieg zwischen Venedig und dem Papsttum, in dem es um die Herrschaft in Ferrara ging, verursachte eine vorübergehende Unterbrechung des Friedens. Die Phase des Friedens wurde jedoch durch den französischen Einfall in Italien 1494 beendet. Eine Reihe kleinerer militärischer Auseinandersetzungen folgten und im Jahre 1518 schien der Abschluss eines Friedensvertrages zwischen den beteiligten Herrschern sinnvoll.

## Die Vertragsbedingungen

Der Vertrag verhalf der Herrschaft König Heinrichs VIII. von England zu besonderem Ruhm

Alle europäischen Herrscher wurden eingeladen, um den Vertrag in London zu unterschreiben. Einzig das Osmanische Reich wurde von den Verhandlungen ausgeschlossen. Ebenso Russland, da es zu diesem Zeitpunkt nicht als Teil Europas angesehen wurde.
Der Vertrag sollte die 20 führenden Staaten Europas miteinander verbinden und die Kriegsführung zwischen den europäischen Ländern beenden. Er wurde im Oktober 1518 von Vertretern Englands und Frankreichs vorbereitet. Ratifiziert wurde er zusätzlich von anderen europäischen Mächten und dem Papst. Das somit entstandene Abkommen des Defensivbündnisses basierte auf den folgenden Vertragsbedingungen:
Der Vertrag verpflichtete die Länder mit einer aktiven Außenpolitik nicht nur zur Einhaltung des Friedens untereinander, sondern nahm ihnen auch das Versprechen ab, Krieg gegen jeden Staat zu führen, der die Vertragsbedingungen nicht einhielt. Der Vertragsschluss wurde zunächst als großer Triumph Kardinal Wolseys gewertet und verhalf Heinrich VIII. zum Ausbau seiner Macht innerhalb Europas. Seitdem wird England zu den Großmächten gezählt.

## Folgen
Es ist anzunehmen, dass Wolsey den Vertrag als ersten Schritt zur christlich-europäischen Vernetzung sah. Der Vertragsschluss lässt sich als erster Versuch sehen, Europäische Integration durch Diplomatie zu erreichen. Tatsächlich brachte der Vertrag aber nur kurzzeitig Frieden, denn im Laufe weniger Jahre brach zwischen Dänemark und Schweden, sowie zwischen England, Spanien und Frankreich Krieg aus.
Andererseits entwickelte sich in diesem Zeitraum eine Friedensbewegung, die sich an der Aufklärungsbewegung des 18. Jahrhunderts beteiligte. Einer ihrer berühmtesten Vertreter war Erasmus von Rotterdam.
Das Ziel, langfristig Frieden in Europa zu etablieren wurde erst durch den Wiener Kongress im Jahre 1815 erlangt.